# Rosenpimpinell
Rosenpimpinell (Sanguisorba obtusa) är en rosväxtart som beskrevs av Carl Maximowicz. Rosenpimpinell ingår i släktet storpimpineller, och familjen rosväxter. Inga underarter finns listade i Catalogue of Life.

## Bildgalleri

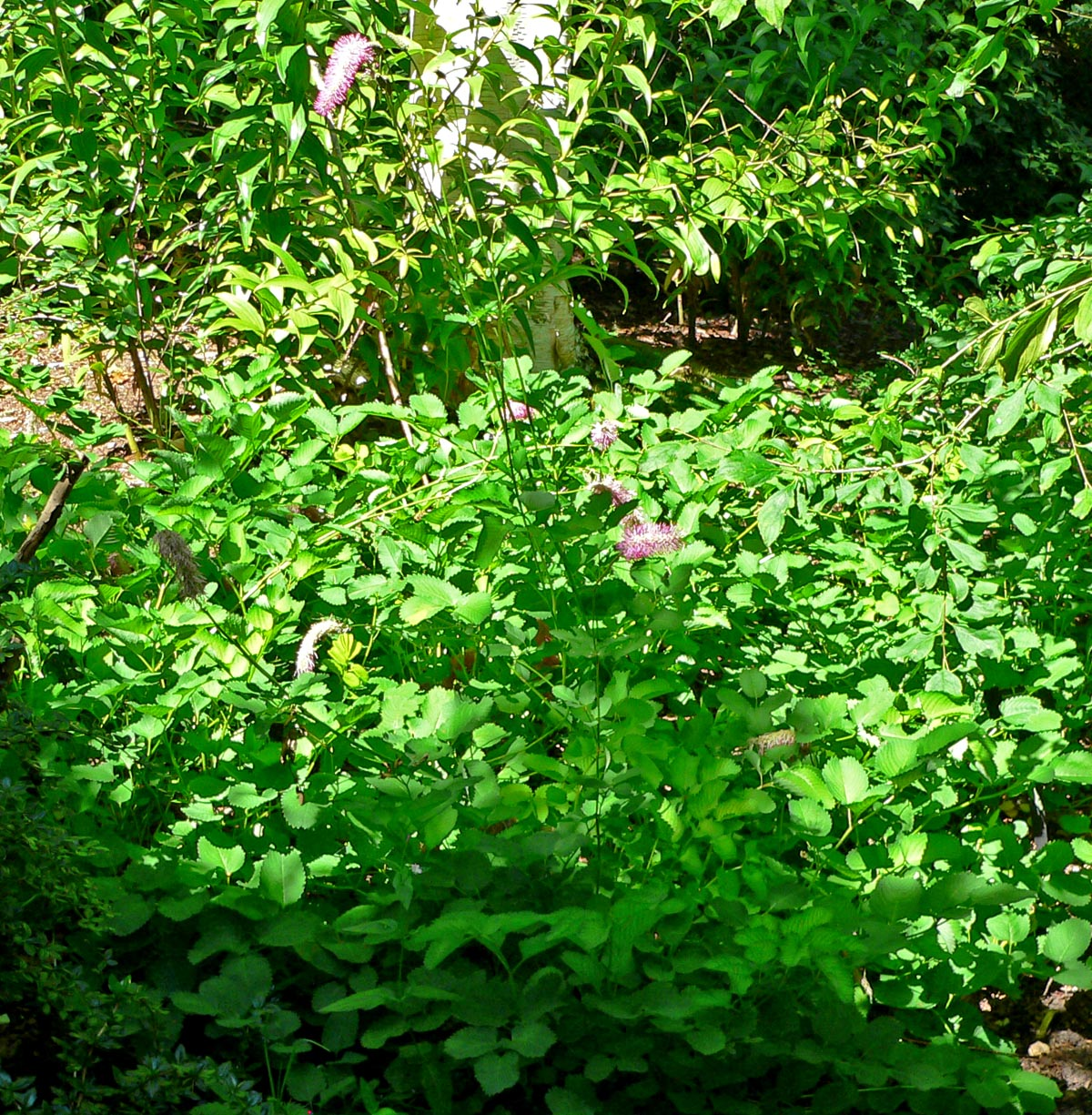
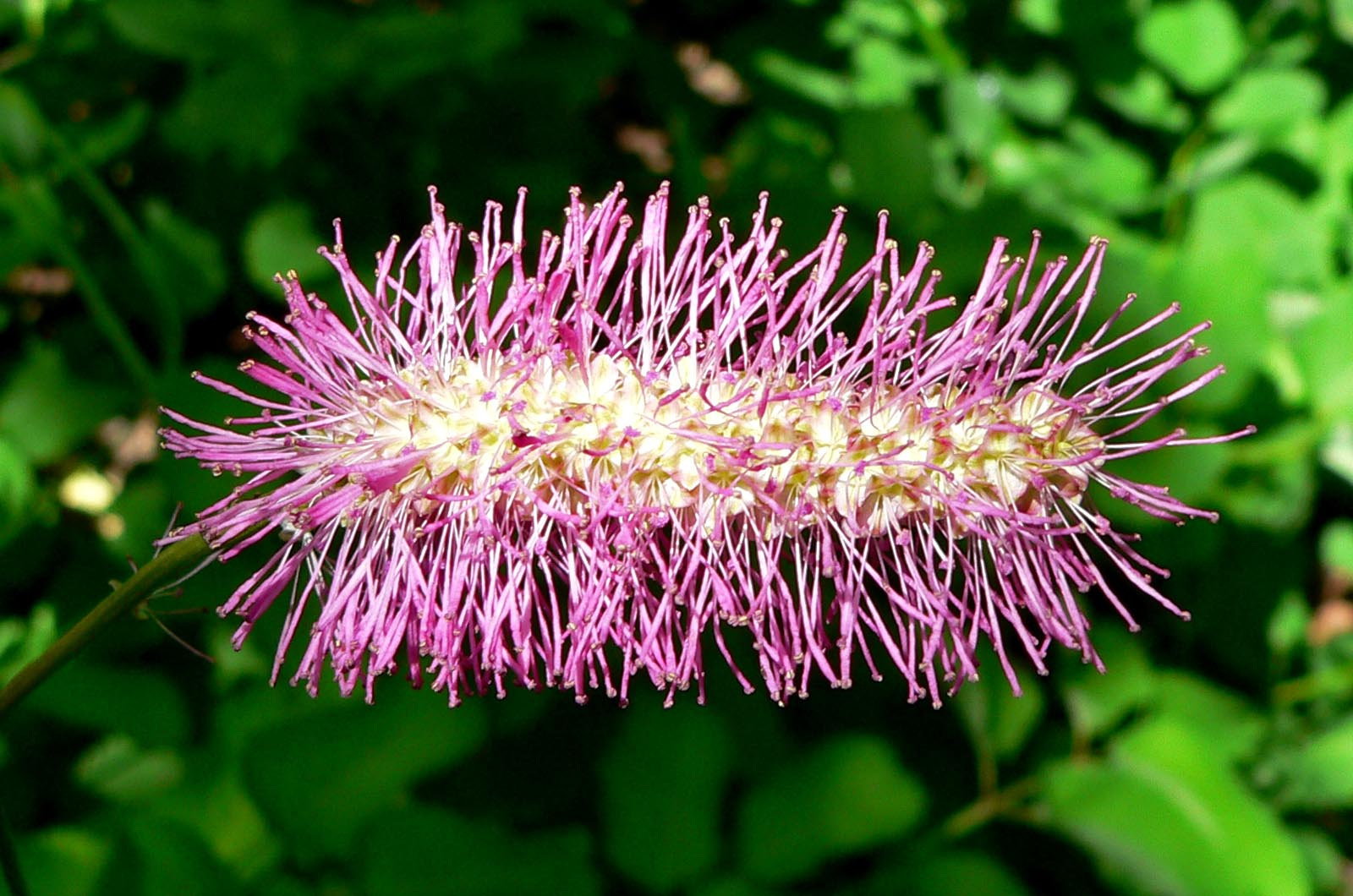
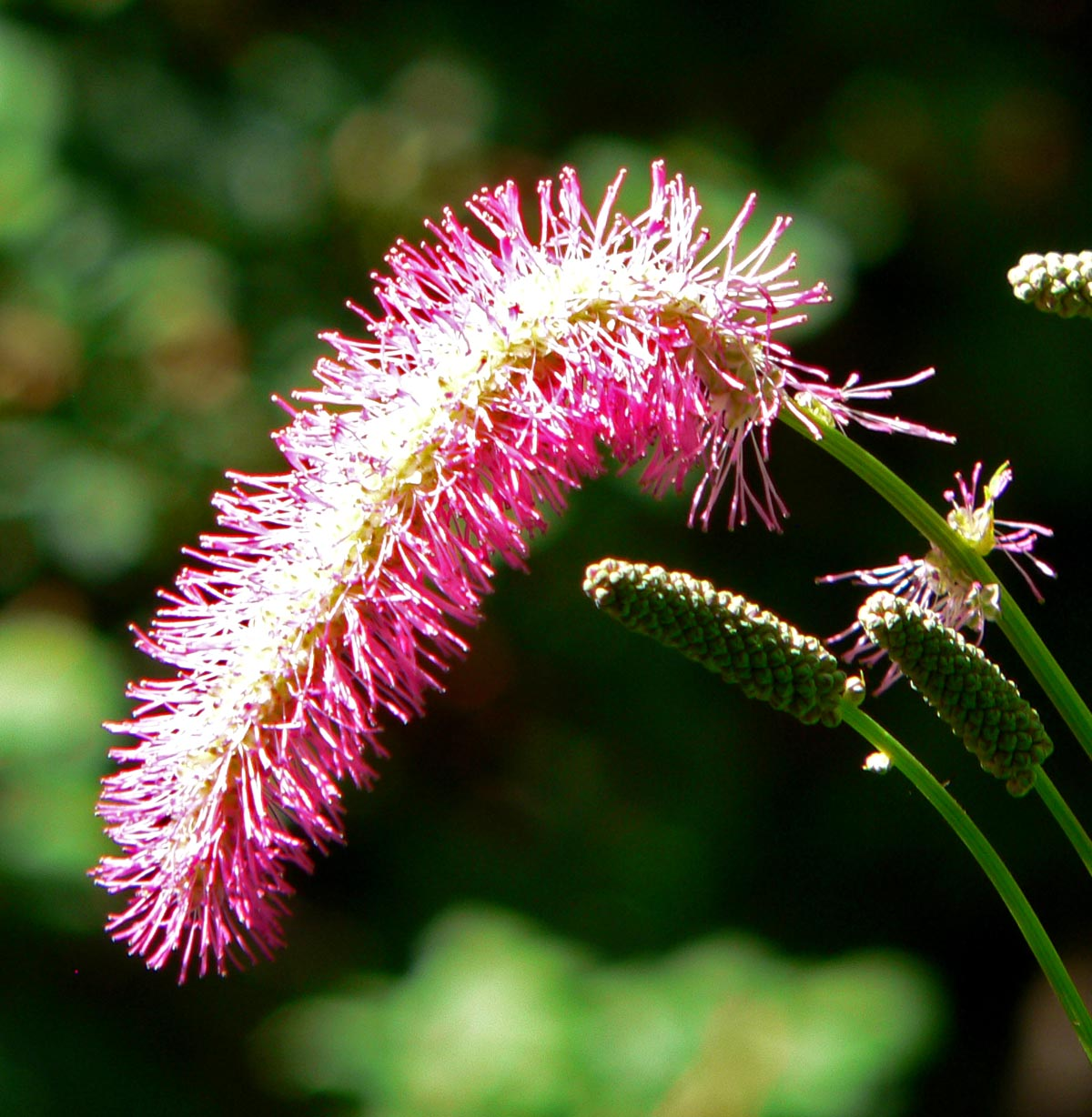
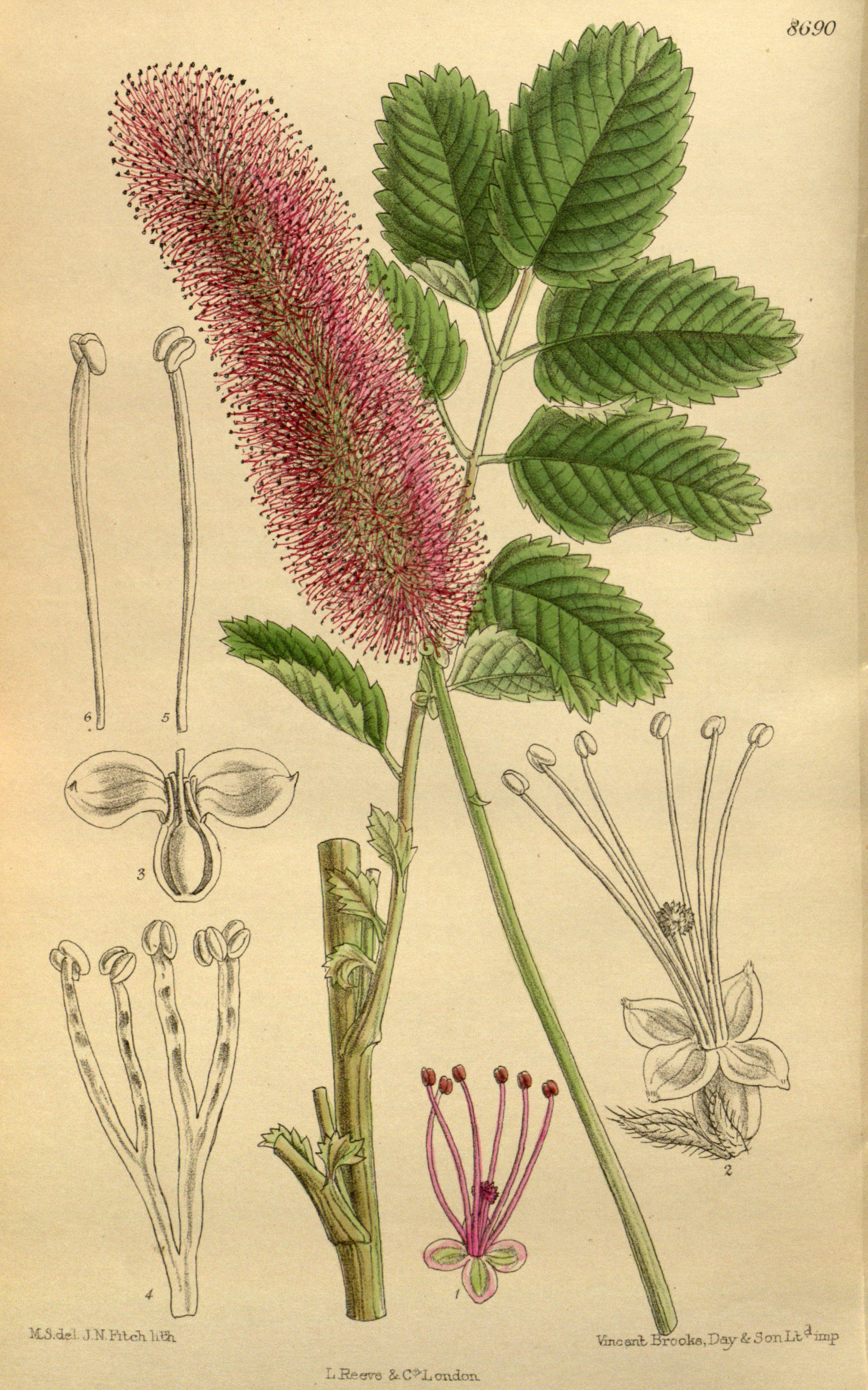
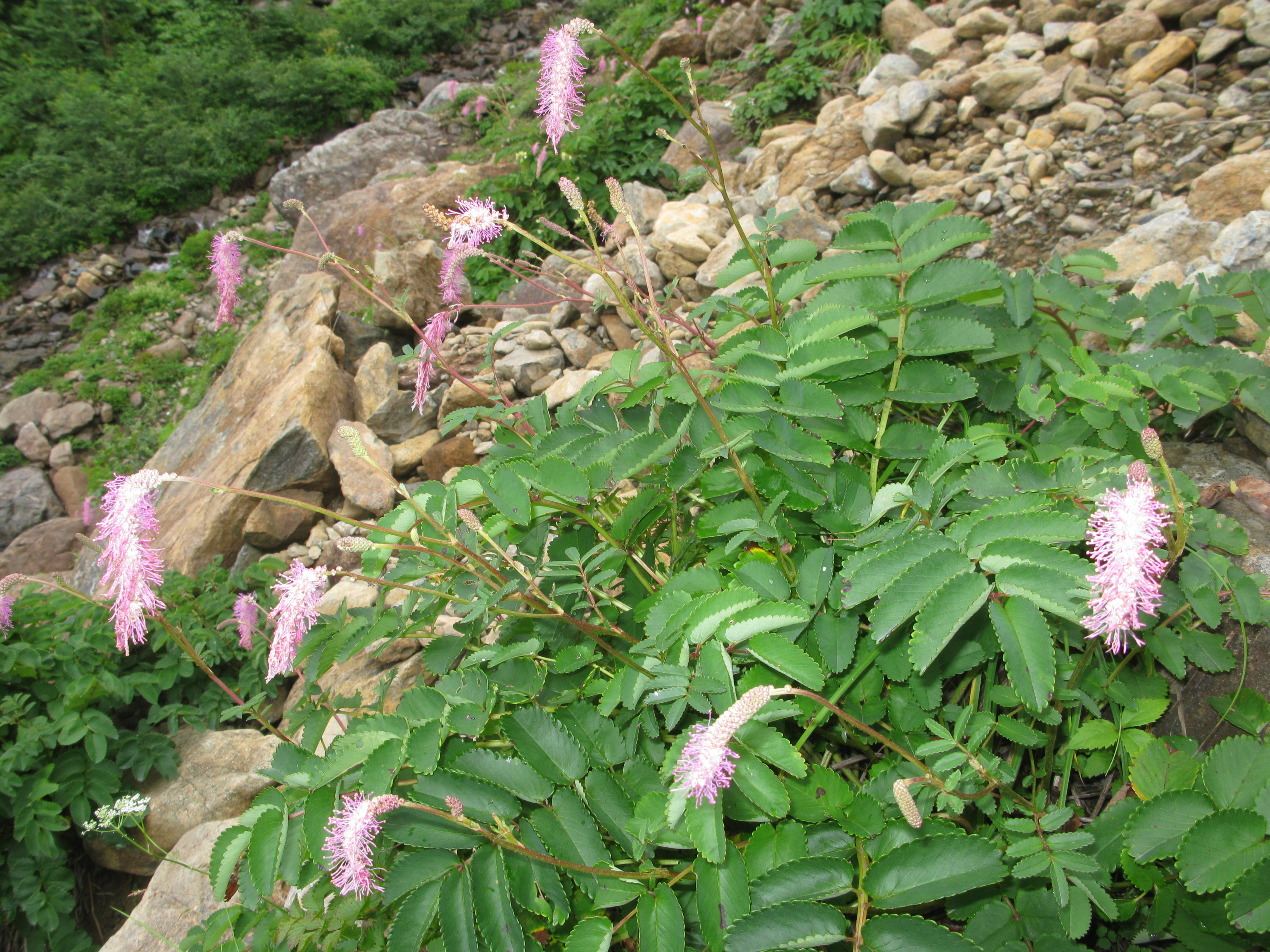
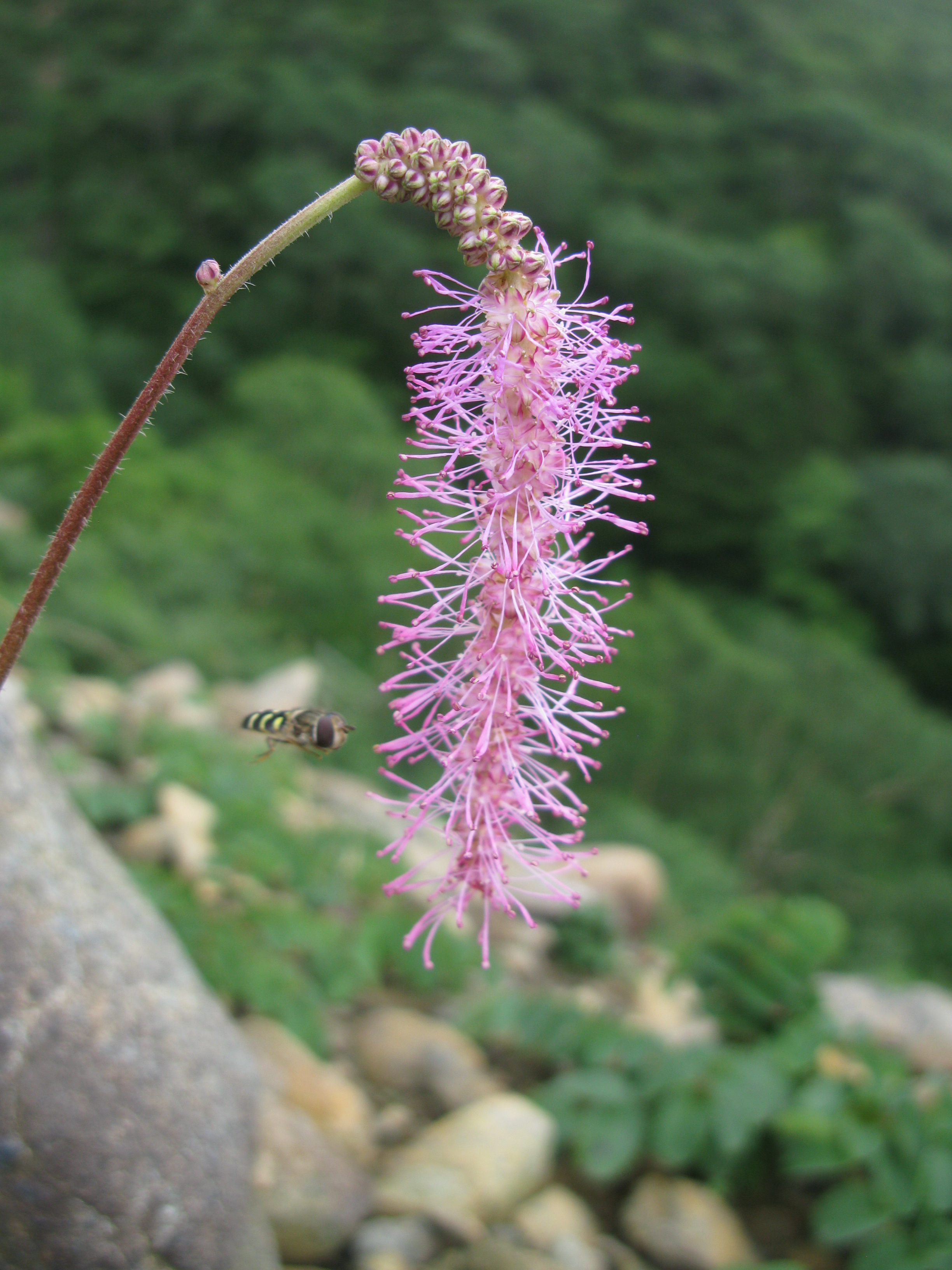